# Berni Hernández
Bernardo Hernández Arencibia, detto Berni (Las Palmas de Gran Canaria, 8 aprile 1975), è un ex cestista spagnolo.
È il fratello di Patricia Hernández, a sua volta cestista.

## Palmarès
- Copa Príncipe de Asturias: 1

Alicante: 2009